# Kótaj, Szabolcs-Szatmár-Bereg
Kótaj  este un sat în districtul Nyíregyház, județul Szabolcs-Szatmár-Bereg, Ungaria, având o populație de 4.546 de locuitori (2011). 

## Demografie
Componența etnică a satului Kótaj
     Maghiari (87,28%)
     Romi (11,68%)
     Necunoscut (0,37%)
     Alții (0,67%)
Componența confesională a satului Kótaj
     Romano-catolici (26,7%)
     Greco-catolici (13,62%)
     Reformați (11,31%)
     Fără religie (7,81%)
     Necunoscută (39,31%)
     Alte religii (7,22%)
Conform recensământului din 2011, satul Kótaj avea 4.546 de locuitori. Din punct de vedere etnic, majoritatea locuitorilor (87,28%) erau maghiari, cu o minoritate de romi (11,68%). Apartenența etnică nu este cunoscută în cazul a 0,37% din locuitori. Nu există o religie majoritară, locuitorii fiind romano-catolici (26,7%), greco-catolici (13,62%), reformați (11,31%) și persoane fără religie (7,81%). Pentru 39,31% din locuitori nu este cunoscută apartenența confesională.